# Міхась Скобла
Міхась Скобла — білоруський поет, прозаїк, перекладач. Член Національної спілки письменників Білорусі. Автор більше десяти книжок. Лауреат літературних премій.

## Життєпис
Закінчив Деречинську середню школу (1984) та білорусько-російське відділення філологічного факультету Білоруського державного університету (1991). Наприкінці 1980-х років він був членом Товариства Талака, яке займалося відродженням білоруської культури.
Працював заступником головного редактора журналу «Родне слово» та видавництва «Білоруська книгозбірня» при Міністерстві культури та преси, а також вів авторську програму «Вільна студія» на Радіо Свобода (1998-2017).  З 2017 року - оглядач газети «Народна воля».
Член Спілки письменників Білорусі (з 1991), був заступником голови Спілки письменників Білорусі (2002-2010).
Одружений. Має дочку Софію та сина В’ячеслава. Живе в Мінську.

## Творчість
Автор книг біл. «Вечны зніч» (1990), біл. «Розгі ў розніцу» (1993), біл. «Вочы савы» (1994), біл. «Камень-перунок» (1998), біл. «Дзярэчынскі дыярыюш» (1999), біл. «Нашэсце поўні» (2001), біл. «Акно для матылькоў» (2009), біл. «Вольная студыя» (2009), біл. «Саркафагі страху» (2016), біл. «Камізэлька для месяца» (2016), біл. «Выспятак ад Скарыны» (2017). Укладач поетичних антологій біл. «Краса і сіла: беларуская паэзія XX стагоддзя» (2003) і біл. «Галасы з-за небакраю: паэзія свету ў беларускіх перакладах XX стагоддзя» (2008).
Уклав і прокоментував видання в серії біл. «Беларускі кнігазбор» однотомники Уладзіміра Жилки (1998), Лариси Геніюш (2000), Ригора Крушини (2005), Ригора Барадуліна (2008); а також збірки творів Алеся Салав'я (2010), Лариси Геніюш (у 2 тамах; 2010), мемуарні збірки Мікалая Улашчика (2016) і Міхася Стральцова (2017). Опублікував томи епістолярної спадщини Лариси Геніюш — біл. «Каб вы ведалі» (2005) і біл. «Лісты з Зэльвы» (2012), Зоськи Верас — біл. «Я помню ўсё» (2013) і біл. «Пакуль рука пяро трымае» (2015).
Книга біл. «Высьпятак ад Скарыны» (2017) містить блоги та діалоги Михайла Скобли, у яких автор пропонує свою відповідь на питання: чому Франциск Скорина радів би, на що гнівався, чим тішився, за що і кому він дав би прочуханки в сьогоднішній Білорусі..